# Peter Christen Asbjørnsen
Peter Christen Asbjørnsen (Oslo, 15. siječnja 1812. – Oslo, 5. siječnja 1885.), norveški književnik i znanstvenik.
Za ukupnu norvešku književnost veliko značenje ima njegovo prikupljanje narodnog blaga. Zajedno s Jorgenom Moeom sakupio je i bilježio gotovo bezbrojne sage. Njegove se zbirke, uz veliku umjetničku vrijednost, odlikuju krepkim i zanimljivim jezičnim izrazom, koji je sretan spoj pučkog govora i urbaniziranog dansko-norveškog jezika.

## Djela
- "Norveške narodne priče",
- "Norveške bajke o vilama i pučke pripovijetke",
- "Sabrane pripovijetke" (u 3 sveska).